# Marie Detruyer
Marie Detruyer (* 13. Januar 2004) ist eine belgische Fußballspielerin. Seit dem 1. Juli 2024 ist sie Vertragsspielerin von Inter Mailand und seit Juni 2021 A-Nationalspielerin.

## Karriere

### Vereine
Detruyer begann im Alter von fünf Jahren für den in Beersel in der Provinz Flämisch-Brabant ansässigen Verein Verbroedering Beersel-Drogenbos mit dem Fußballspielen. Im weiteren Verlauf gehörte sie der Jugendmannschaft von Eendracht Aalst – gemeinsam mit Jungen – an und ein Jahr lang der der weiblichen Jugendmannschaft des KAA Gent.
Zur Saison 2020/21 wurde sie von Oud-Heverlee Löwen unter Vertrag genommen. Bis zum Saisonende 2023/24 bestritt sie für die erste Mannschaft 69 Punktspiele in der Super League Vrouwenvoetbal, der höchsten Spielklasse im belgischen Frauenfußball, in denen sie 31 Tore erzielte sowie 36 Punktspiele in den Finalrunden um die Meisterschaft, in denen ihr 13 Tore gelangen. Ihr Debüt im Seniorinnenbereich erfolgte am 9. Oktober 2020 (5. Spieltag) bei der 0:2-Niederlage im Auswärtsspiel gegen die Frauenfußballmannschaft des KRC Genk mit Einwechslung für Sara Yuceil in der 37. Minute. Ihr erstes von drei Saisontoren in ihren ersten 13 Punktspielen der regulären Saison erzielte sie am 21. November 2010 (9. Spieltag) beim 4:0-Sieg im Auswärtsspiel gegen den Club YLA, der Frauenfußballmannschaft des FC Brügge, mit dem Treffer zum Endstand in der 86. Minute. ×In der sich anschließenden Finalrunde um die Meisterschaft wurde sie in acht Punktspielen eingesetzt, in denen sie vier Tore erzielte. Im Wettbewerb um den Beker van België, dem nationalen Pokalwettbewerb, wurde sie das erste Mal im Viertelfinale am 29. November 2021 im Lütticher Stadtteil Angleur bei der 0:2-Niederlage gegen Standard Lüttich eingesetzt. In der Folgesaison erreichte sie mit ihrer Mannschaft das Pokalfinale gegen den Club YLA, nachdem sie bereits das Achtel- und Halbfinale bestritten und im letzteren ein Tor beim 7:0-Sieg über den SV Zulte Waregem erzielt hatte; das Finale im heimischen Gemeentelijk Stadion wurde am 1. Mai 2022 erst im Elfmeterschießen mit 2:4 verloren.
Am 21. Juni 2024 wurde sie vom italienischen Erstligisten Inter Mailand verpflichtet und mit einem bis zum 30. Juni 2027 datierten Vertrag ausgestattet. Ihr Pflichtspieldebüt gab sie zum Saisonstart am 31. August 2024 beim 5:0-Sieg im Heimspiel gegen Sampdoria Genua.

### Nationalmannschaft
Detruyer spielte zunächst für die Nachwuchsmannschaften des KBFV und durchlief die Altersklassen U15 bis U19. Ihr Debüt als Nationalspielerin gab sie am 14. März 2018 in Tubize bei der 2:8-Niederlage im Freundschaftsspiel gegen die U15-Nationalmannschaft Deutschlands; mit dem Treffer zum 1:6 in der 40. Minute erzielte sie ihr erstes Länderspieltor. Ihr zweites Länderspieltor erzielte sie in ihrem vierten von fünf Länderspielen am 16. April 2019 im Freundschaftsspiel gegen die U15-Nationalmannschaft Englands und sicherte mit diesem in der 56. Minute das 2:2-Unentschieden.
Ihr Debüt in der A-Nationalmannschaft gab sie am 12. Juni 2021 in Weidingen beim 1:0-Sieg im Freundschaftsspiel gegen die A-NationalmannschaftLuxemburgs. Ein weiteres Freundschaftsspiel bestritt sie am 12. November 2022 mit ihrem zweiten Einsatz für den KBFV in Brüssel beim 7:0-Sieg über die Nationalmannschaft der Slowakei. Und auch im Spieljahr 2023 kam sie in einem Freundschaftsspiel zum Einsatz; am 7. April war sie mit ihrer Mannschaft der Nationalmannschaft Österreichs in Wiener Neustadt mit 2:3 unterlegen. Mit der Mannschaft hatte sie zuvor am Turnier um den Arnold Clark Cup 2023 teilgenommen, das sie nach drei Spielen, in den sie eingesetzt worden war, mit dem zweiten Platz beendete. Im ersten Spiel, das am 16. Februar in Milton Keynes gegen die Nationalmannschaft Italiens mit 2:1 gewonnen wurde, hatte sie mit der 1:0-Führung in der 16. Minute ihr erstes A-Länderspieltor erzielt.
Des Weiteren kam sie in allen sechs Spielen der Gruppe A1 bei ihrer Teilnahme an der Nations-League, wie auch in den beiden Ausscheidungsspielen gegen die Nationalmannschaft Ungarns zum Einsatz, die beide am 23. und 27. Februar 2024 jeweils mit 5:1 gewonnen wurden. Für die angestrebte Teilnahme an der vom 2. bis 27. Juli 2025 in der Schweiz anstehenden Europameisterschaft bestritt sie mit ihrer Mannschaft alle sechs Spiele der EM-Qualifikationsgruppe A2. In der sich anschließenden ersten Ausscheidungsrunde wirkte sie am 25. Oktober 2024 in Iraklio im torlosen Spiel gegen die Nationalmannschaft Griechenlands mit, wie auch am 29. November 2024 in Antalya beim 2:0-Sieg über die Nationalmannschaft der Ukraine im Hinspiel der zweiten Ausscheidungsrunde. Zuletzt wirkte sie in zwei Spielen gegen die Nationalmannschaft Englands, die am 4. und 8. April 2025 mit 0:5 und 3:2 endeten.
Am 11. Juni wurde sie für den EM-Kader nominiert. Sie wurde im ersten und dritten Gruppenspiel eingewechselt und schied mit der Mannschaft als Gruppendritte nach der Vorrunde aus.

## Erfolge
Nationalmannschaft
- Zweiter Arnold-Clark-Cup 2023

Oud-Heverlee Leuven
- Zweiter Belgische Meisterschaft 2022
- Belgischer Pokal-Finalist 2023